# Daszki (rejon miński)
Daszki (biał. Дашкі, ros. Дашки) – wieś na Białorusi, w obwodzie mińskim, w rejonie mińskim, w sielsowiecie Szerszuny.
Ustalona w traktacie ryskim granica polsko-radziecka przeszła tuż obok wsi, zostawiając ją po stronie sowieckiej.